# Team Pacman
Team Pacman foi uma dupla de vilões de wrestling profissional que existiu na Total Nonstop Action Wrestling durante a passagem do jogador de futebol americano Adam Jones pela empresa entre agosto e outubro de 2007. Ron "The Truth" Killings era o parceiro de Jones e em algumas lutas tiveram a participação de Rasheed Lucius "Consequences" Creed, no qual se afirmaria como o terceiro membro do grupo. Durante sua existência conquistaram uma vez o TNA World Tag Team Championship, o defendendo sob a regra Freebird.
Porém um mês após a conquista, o time onde Jones atuava não permitiu mais aparições do mesmo pela TNA, fazendo com que em outubro de 2007 o Team Pacman perdesse o título e se dissolvesse por completo. Após o fim do grupo, Killings também seria liberado pela TNA.

## Campeonatos e realizações
- Total Nonstop Action Wrestling
  - TNA World Tag Team Championship (1 vez)[5]